# Sennarský sultanát
Fundžský sultanát, známý také jako Fundžistán, též Sennarský nebo Sinnarský sultanát (dle hlavního města Sennar), byl stát, který na území dnešního Súdánu založili Fundžové a který existoval v letech 1504–1821. V súdánské historiografii se o něm hovoří také jako o Modrém sultanátu, protože o černoších jeho vládci hovořili jako o „modrých“.[zdroj?] Většinou je ale nazýván podle hlavního města Sennar. Na západě sousedil s třemi jinými sultanáty: Darfúr, Wadai a Bornu, na východě s Etiopií.

## Sociální systém

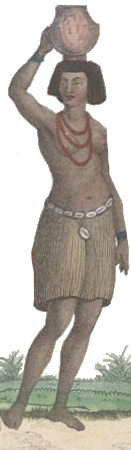
Mladá žena ze Sennaru

Vládnoucí dynastie byla zpočátku křesťansko-animistická, od roku 1523 sunnitsko-muslimská a používala arabštinu. Žila zcela odříznuta od veřejnosti a její formálně absolutní moc byla dosti omezena lokálními vezíry (šlechtou), kteří měli ovšem povinnost vzít si manželky z královského rodu, čímž po čase vznikla vládnoucí kasta oddělená od místního obyvatelstva. Byla takto ovšem vytvořena silná jízda, takže sennarská armáda byla největší armádou ve východní Africe až do roku 1810. Avšak nejen vládnoucí kasta byla separována, celá společnost byla rozdělena na šest rasových skupin, které se nesměly mísit.

## Historie
Zakladatelem říše byl Amara Dunqas, fundžský vojevůdce, který roku 1504 porazil dosud v místě existující nubijské křesťanské království Alodia (Alwa, Aloa). Největší moci a rozkvětu sultanát dosáhl pod vládou Badiho II. (1644–1680). Bohatství říše zpočátku plynulo z masivního obchodu s otroky, monopolizovaného pro panovníka, a z kontroly obchodních tras vedoucích do Egypta. Měnou bylo zlato. To posilovalo absolutistickou pozici panovníka. Na konci 17. století se však Sennar otevřel obchodu s Osmanskou říší a začal razit mince. Tím vznikla nová, střední obchodnická třída, nad níž panovník ztratil moc. Její intelektuální část se stala kritikem sennarských zvyklostí z hlediska islámu (dynastie se například, vzhledem ke starým lokálním tradicím, prohlašovala za polobožskou, což bylo napadeno učenci; stejně tak se pod palbu kritiky dostala tradiční konzumace alkoholu během královských svátků). To vedlo v roce 1762 ke svržení sultána Badiho IV. skupinou zvanou hamájové (původně šlo o jednu z rasových skupin, tzv. ahmarů, tedy v překladu "červených"). Její vůdce Abu Likayik, vládce Kordofanu, dosadil jiného člena královské rodiny jako loutkového panovníka a sám se ujal postu regenta. Regentská hamájovská vláda (wiṣāyat ul-Hamaj) trvala až do zániku sultanátu, přestože se královská rodina snažila znovu plně převzít moc. Vnitřní spor říši oslabil a postupně začal stoupat osmanský vliv (Osmané v té době již ovládali Egypt, jenž sousedil se Sennarským sultanátem na severu). Roku 1821 poslal osmanský vládce Muhammad Alí Paša do Sennaru armádu vedenou svým synem. Ta se nesetkala s odporem ani královské rodiny, ani obyvatelstva a Sennarský sultanát hladce pohltila Osmanská říše.